# Тонга на зимних Олимпийских играх 2014
Тонга впервые в истории принимала участие в зимних Олимпийских играх 2014 года, которые проходили в городе Сочи с 7 по 23 февраля. Делегация была представлена одним спортсменом — саночником Бруно Банани и двумя официальными лицами.

## Состав и результаты олимпийской сборной Тонга

### Санный спорт
Спортсменов — 1
Тонганский спортсмен Бруно Банани квалифицировался на Олимпиаду, финишировав среди 38 лучших в сезоне 2013/2014.
Мужчины
| Соревнование | Спортсмены   | 1 заезд   | 1 заезд | 2 заезд   | 2 заезд | 3 заезд   | 3 заезд | 4 заезд   | 4 заезд | Итоговый результат | Отставание | Итоговое место |
| Соревнование | Спортсмены   | Результат | Место   | Результат | Место   | Результат | Место   | Результат | Место   | Итоговый результат | Отставание | Итоговое место |
| ------------ | ------------ | --------- | ------- | --------- | ------- | --------- | ------- | --------- | ------- | ------------------ | ---------- | -------------- |
| Одиночки     | Бруно Банани | 53.656    | 34      | 53.637    | 31      | 53.162    | 30      | 53.221    | 32      | 3:33.676           | +6.150     | 32             |